# Saint-Julien-de-Concelles
Saint-Julien-de-Concelles is een gemeente in het Franse departement Loire-Atlantique (regio Pays de la Loire). De plaats maakt deel uit van het arrondissement Nantes. Saint-Julien-de-Concelles telde op 1 januari 2022 7.768 inwoners.

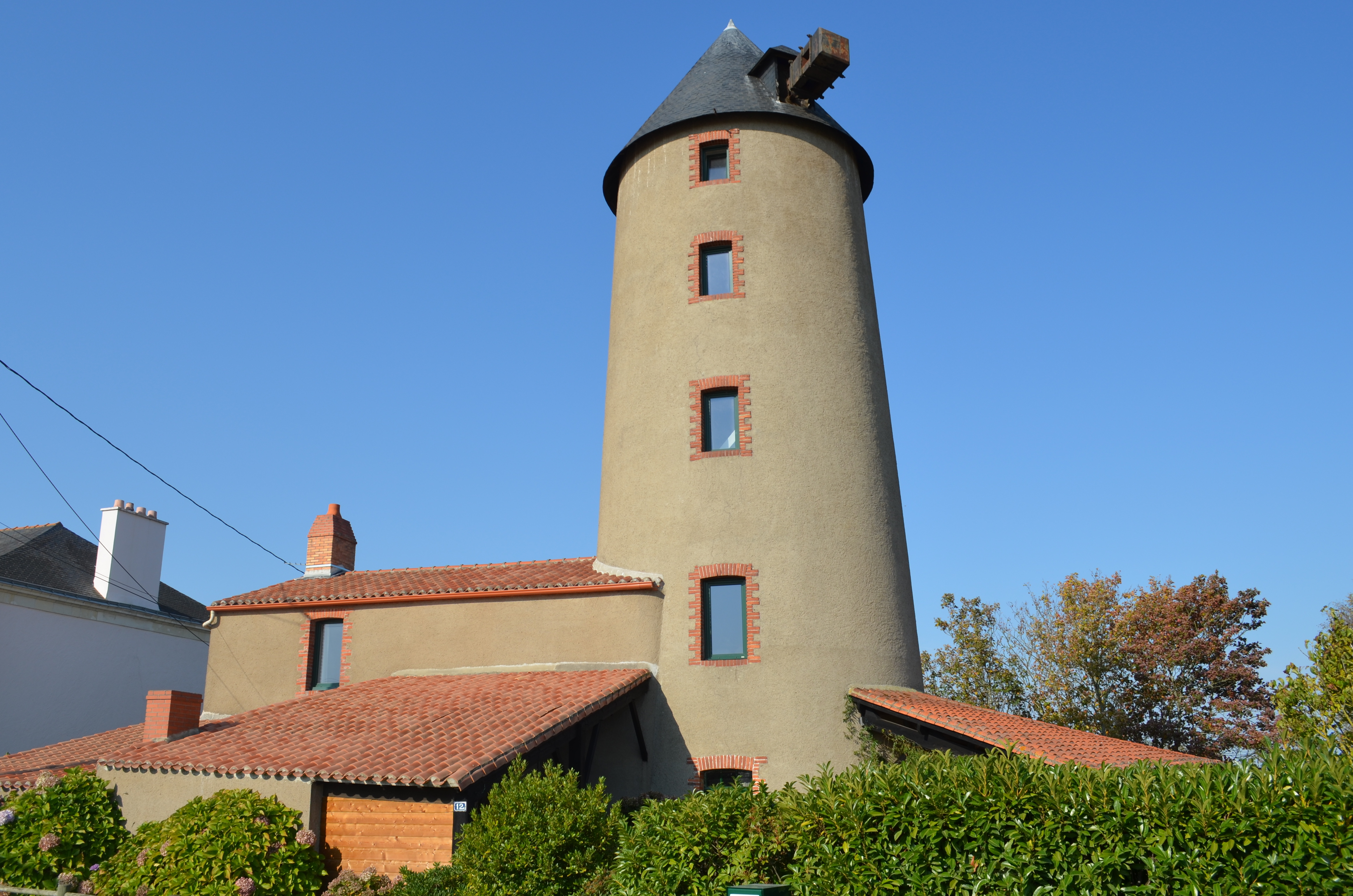
Moulin Tue-Loup in Saint-Julien-de-Concelles
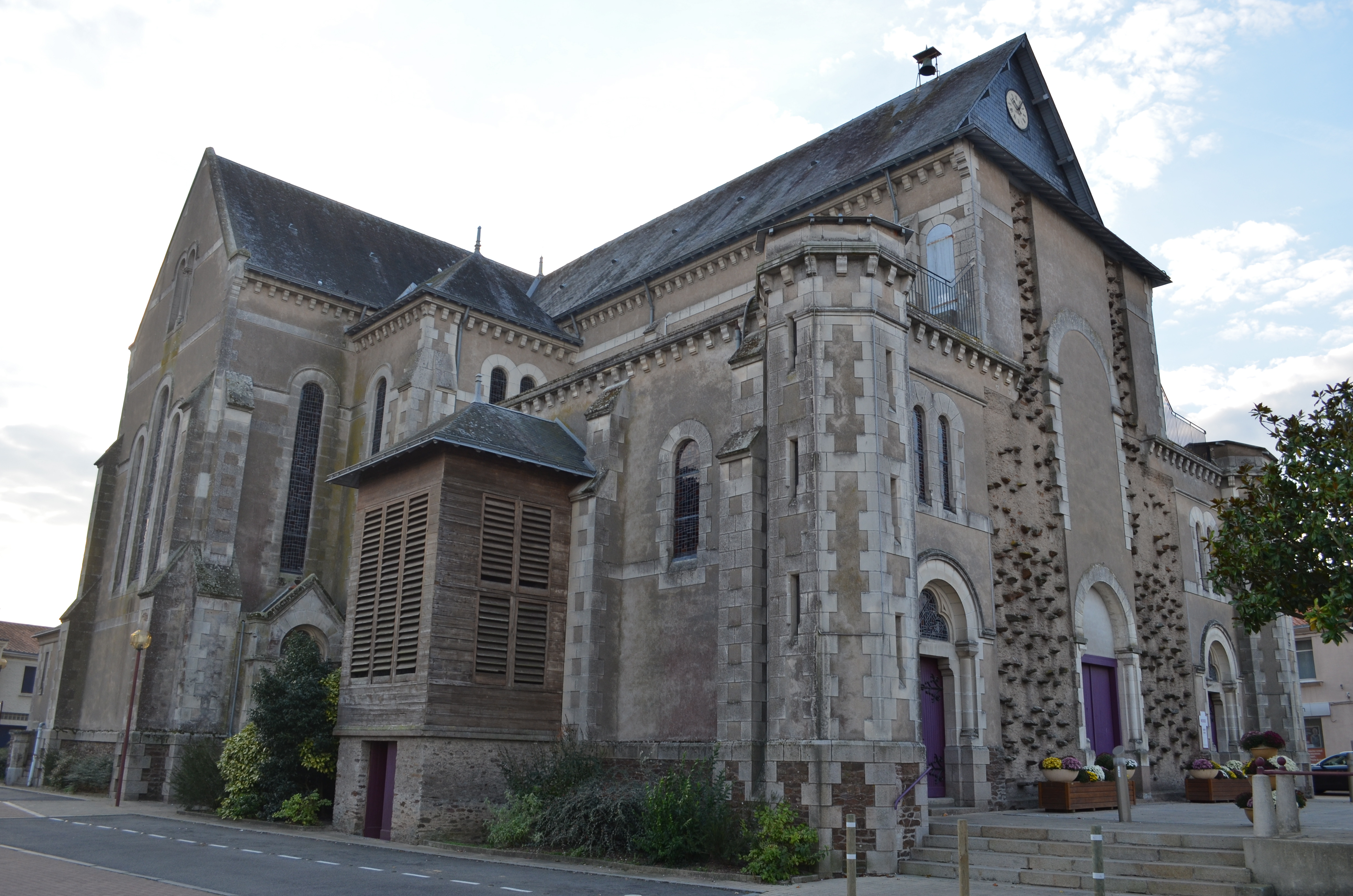
Kerk van Saint-Julien-de-Concelles
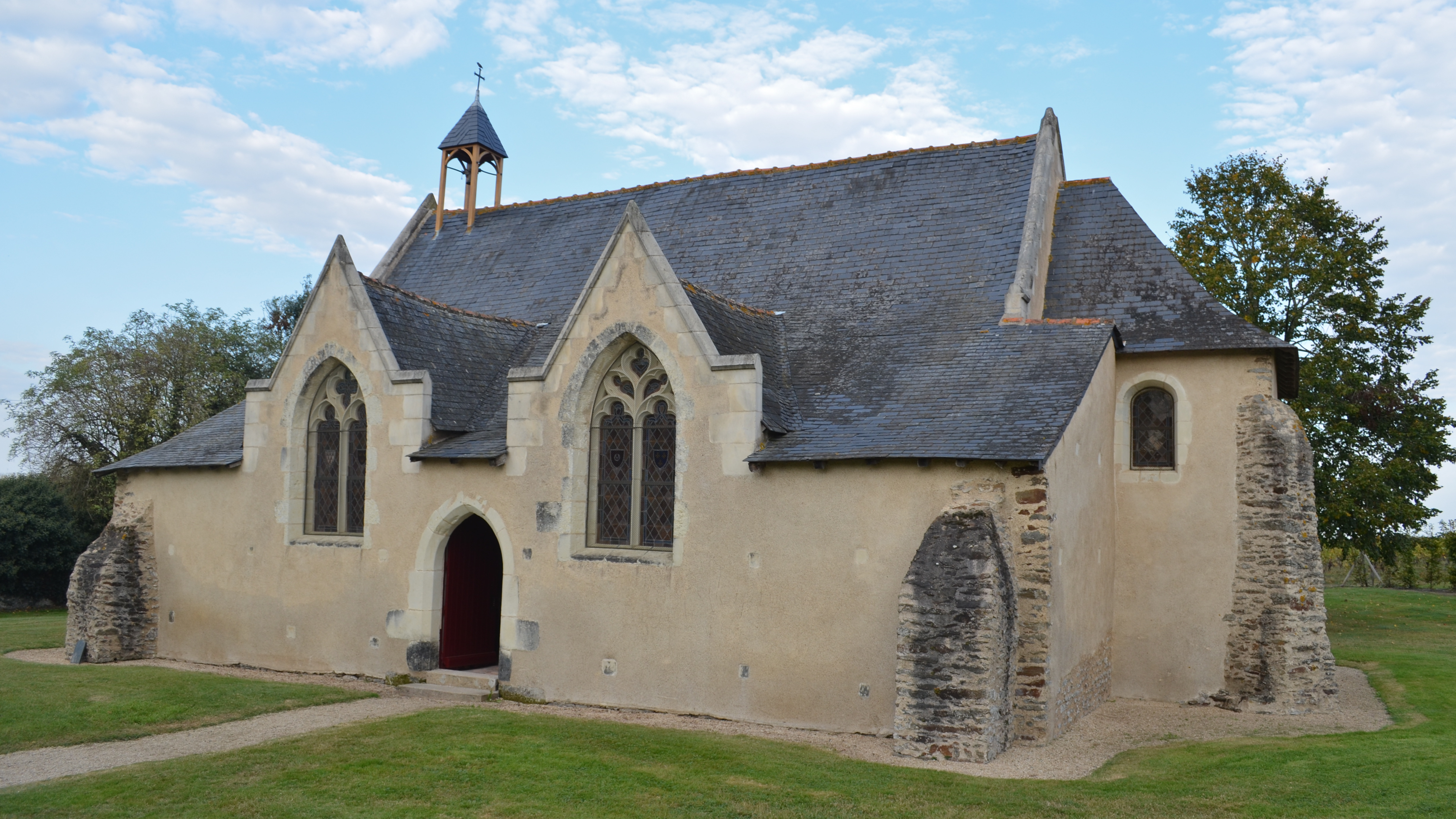
Kapel van St. Bartolomeüs, Saint-Julien-de-Concelles

## Geografie
De oppervlakte van Saint-Julien-de-Concelles bedroeg op 1 januari 2022 31,74 vierkante kilometer; de bevolkingsdichtheid was toen 244,7 inwoners per km².

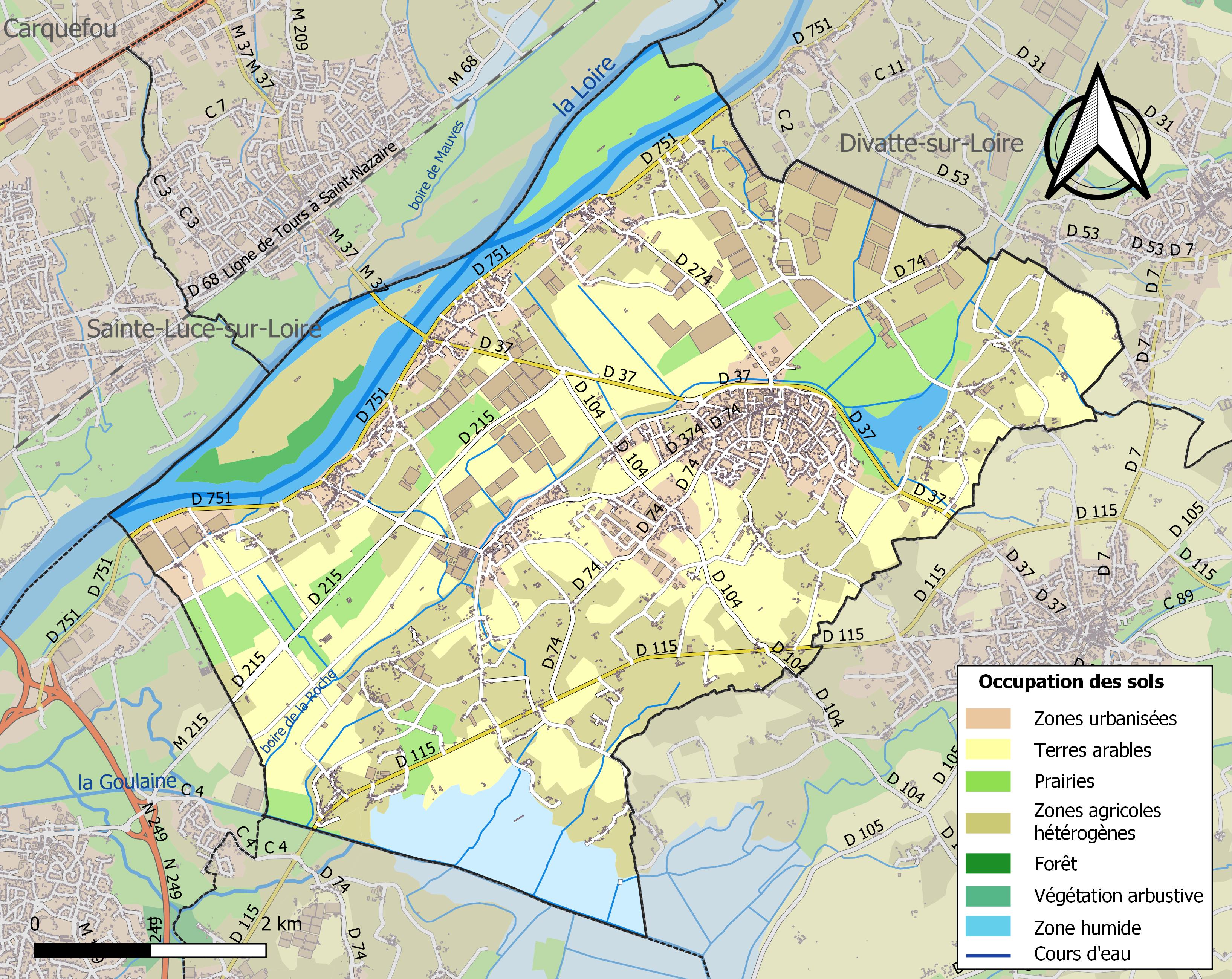
Kaart van de gemeente met de belangrijkste infrastructuur, bodemgebruik en omliggende gemeenten

## Demografie
Onderstaande figuur toont het verloop van het inwonertal (bron: INSEE-tellingen).